# Mister Supranational 2023
Mister Supranational 2023 será a 7ª edição do concurso de beleza masculino de Mister Supranational, estima-se a participação de cerca de quarenta (40) candidatos ao título em 15 de julho de 2023 sob a transmissão da Polsat. A competição é comandada por Gerhard von Lipinski, da Nowa Scena, sob licença da World Beauty Association gerida por Marcela Lobón. O cubano Luis Daniel Gálvez, Mister Supranational 2022, passará a faixa ao seu sucessor no final da cerimônia, que terá seu ápice no Anfiteatro do Parque Strzelecki, em Nowy Sącz, Polônia.

## Resultados

### Colocações
| Posição               | País e Candidato |
| --------------------- | --- |
| Vencedor              | Espanha - Iván Álvarez |
| 2º. Lugar             | Brasil - Henrique Martins |
| 3º. Lugar             | Países Baixos - Luca Derin |
| 4º. Lugar             | Coreia do Sul - Lee Yong-Woo |
| 5º. Lugar             | Camarões - Daniel Mbouda |
| Top 10 Semifinalistas | Equador - Bruno Barbieri Malásia - Danial Hansen México - Luís Carlos Garcia Cuadra República Tcheca - Jakub Vitek Tailândia - Nathanon Narathanyawirun |
| Top 20 Semifinalistas | África do Sul - Tylo Ribeiro Canadá - Luís Portelles Estados Unidos - Daniel Zemeida Filipinas - Johannes Rissler França - Quentin Bourg-Austruy Indonésia - Adib Dwitamma Itália - Fabio Camattari Panamá - Mario Bianco Polônia - Daniel Tracz Trinidad e Tobago - Keathon Yallery |

### Prêmios Especiais
O concurso distribuirá os seguintes prêmios:
| Prêmio               | País e Candidato |
| -------------------- | ---------------- |
| Mister Amizade       | ASA              |
| Mister Fotogenia     | ASA              |
| Mister Personalidade | ASA              |
| Mister Melhor Corpo  | ASA              |

### Ordem dos Anúncios
| 1. TBD 2. TBD 3. TBD 4. TBD 5. TBD 6. TBD 7. TBD 8. TBD 9. TBD 10. TBD 11. TBD 12. TBD 13. TBD 14. TBD 15. TBD 16. TBD 17. TBD 18. TBD 19. TBD 20. TBD | 1. TBD 2. TBD 3. TBD 4. TBD 5. TBD 6. TBD 7. TBD 8. TBD 9. TBD 10. TBD | 1. TBD 2. TBD 3. TBD 4. TBD 5. TBD |  |  |

## Etapas Classificatórias

### Classificação Automática ao Top 20

#### Supra Chat
O candidato avançou para a fase final do Supra Chat.
     O candidato participou desta etapa, mas desistiu da disputa.
| Grupo | #1  | #2  | #3  | #4  | #5  | #6  | #7  | #8  | #9  |
| #1    | ZAF | BEL | GRE | NLD | NAM | NGA | POL | ZIM |     |
| #2    | ARG | BRA | CAN | ESP | ECU | GNQ | DOM | TTO |     |
| #3    | CMR | SVK | FRA | ITA | CZE | SLE |     |     |     |
| #4    | CUB | EUA | GUA | MEX | PAN | PER | PUR | VEN |     |
| #5    | CAM | KOR | PHI | IND | IDN | MYS | NEP | VIE | THA |

###### Supra Chat Finalists
O candidato vencedor desta etapa garantiu uma vaga ao Top 20:
| Posição | País e Candidato          |
| 1       | - Canadá - Luís Portelles |

## Outras Premiações

### Continental Winners
Os melhores candidatos colocados por continente (não inclui o Top 05):
| Continente     | País e Candidato                       |
| África         | - África do Sul - Tylo Ribeiro         |
| Américas       | - México - Luís Carlos Garcia Cuadra   |
| Ásia & Oceania | - Tailândia - Nathanon Narathanyawirun |
| Caribe         | - Trinidad e Tobago - Keathon Yallery  |
| Europa         | - República Tcheca - Jakub Vitek       |

## Candidatos
Competirão pelo título este ano, os seguintes candidatos, até o momento:

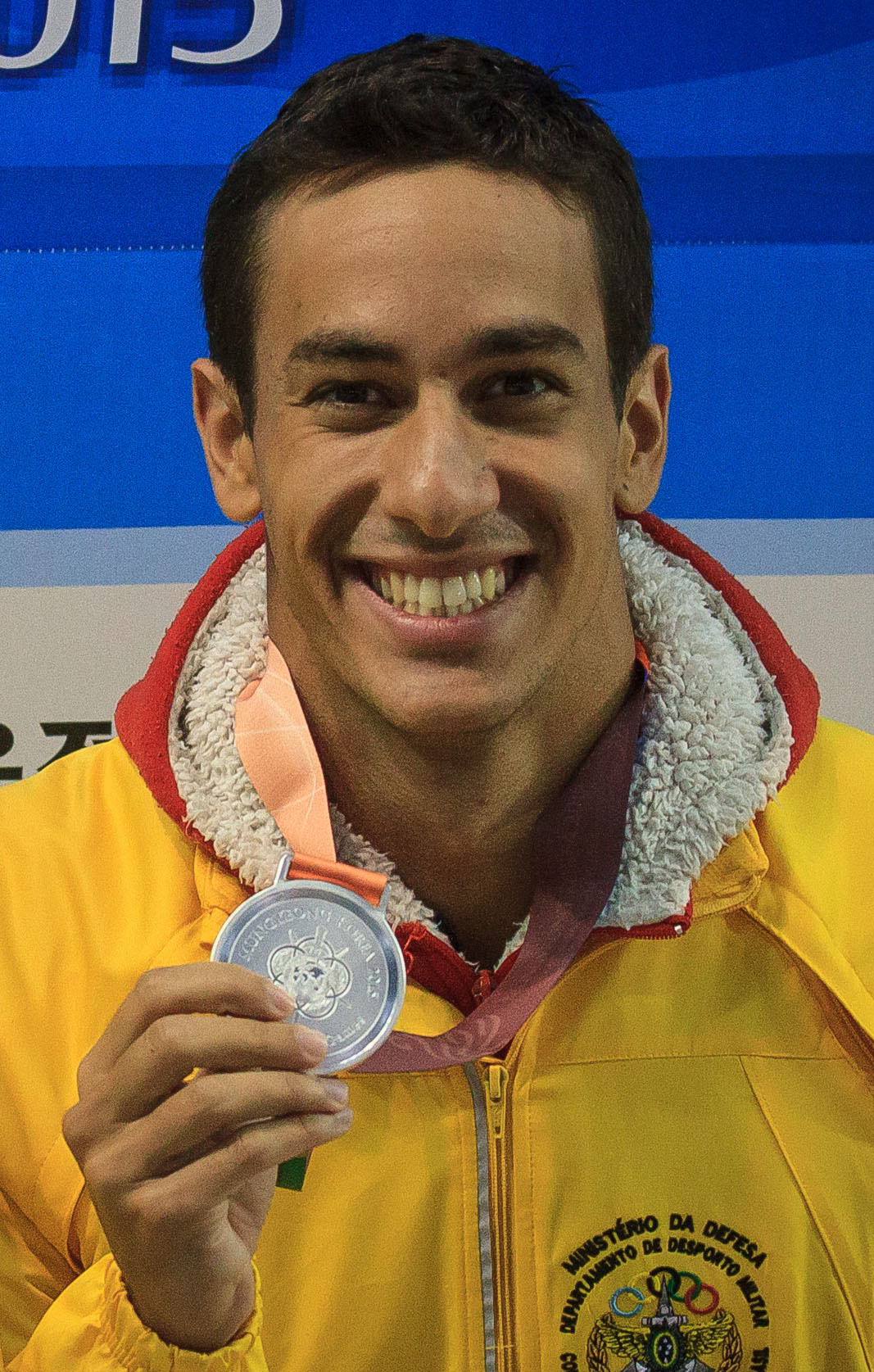
O ex-nadador olímpico e representante do Brasil no concurso, Henrique Martins, segurando a medalha de prata durante o 50m borboleta da natação em Gimcheon pelos 6º Jogos Mundiais Militares.

| País                 | Candidato             | I  | A    | Origem              | R      |
| África do Sul        | Tylo Ribeiro          | 30 | 1.80 | Pretória            | [ 4 ]  |
| Argentina            | Giuliano Fessia       | 33 | 1.84 | Buenos Aires        | [ 5 ]  |
| Bélgica              | Ben Steyaert          | 26 | 1.89 | Lennik              | [ 6 ]  |
| Brasil               | Henrique Martins      | 31 | 1.80 | Campinas            | [ 7 ]  |
| Camboja              | Vorn Sela             | 25 | 1.83 | Pursat              | [ 8 ]  |
| Camarões             | Daniel Mbouda         | 28 | 1.83 | Iaundé              | [ 9 ]  |
| Canadá               | Luis Portelles        | 28 | 1.80 | Holguín             | [ 10 ] |
| Coreia do Sul        | Lee Yong Woo          | 32 | 1.84 | Seul                | [ 11 ] |
| Cuba                 | Richard Acosta        | 27 | 1.83 | Havana              | [ 12 ] |
| Equador              | Bruno Barbieri        | 31 | 1.85 | Guaiaquil           | [ 13 ] |
| Eslováquia           | Tomáš Benko           | 31 | 1.86 | Žilina              | [ 14 ] |
| Espanha              | Iván Álvarez          | 29 | 1.97 | Mós                 | [ 15 ] |
| Estados Unidos       | Daniel Zemeida        | 23 | 1.88 | Peoria              | [ 16 ] |
| Filipinas            | Johannes Rissler      | 24 | 1.87 | Panabo              | [ 17 ] |
| França               | Quentin Bourg-Austruy | 24 | 1.80 | Issy-les-Moulineaux | [ 18 ] |
| Grécia               | Mihalis Kolikas       | 28 | 1.89 | Quios               | [ 19 ] |
| Guatemala            | Joshua Mata           | 31 | 1.84 | Cidade da Guatemala |        |
| Guiné Equatorial     | Vicente Benjamin      | 22 | 1.85 | Malabo              | [ 20 ] |
| Índia                | Raj Singh             | 22 | 1.83 | Patná               | [ 21 ] |
| Indonésia            | Adib Dwitamma         | 24 | 1.77 | Palembang           | [ 22 ] |
| Itália               | Fabio Camattari       | 24 | 1.86 | Veneza              | [ 23 ] |
| Malásia              | Danial Hansen         | 28 | 1.82 | Sabah               | [ 24 ] |
| México               | Luis Carlos Garcia    | 30 | 1.83 | Guadalajara         | [ 25 ] |
| Namíbia              | Malan van den Berg    | 23 | 1.78 | Vinduque            | [ 26 ] |
| Nepal                | Shishir Wagle         | 23 | 1.85 | Catmandu            | [ 27 ] |
| Nigéria              | Gideon Nwawo          | 26 | 1.80 | Ikot Ekpene         | [ 28 ] |
| Países Baixos        | Luca Derin            | 26 | 1.83 | Sittard             | [ 29 ] |
| Panamá               | Mario Bianco          | 23 | 1.85 | Chiriqui            | [ 30 ] |
| Peru                 | Stefano Bermellón     | 26 | 1.90 | Lima                | [ 31 ] |
| Polônia              | Daniel Tracz          | 23 | 1.89 | Varsóvia            | [ 32 ] |
| Porto Rico           | Rafael Pagán          | 30 | 1.85 | Arecibo             | [ 33 ] |
| República Checa      | Jakub Vitek           | 29 | 1.80 | Bratislava          | [ 34 ] |
| República Dominicana | Jan Carrasco          | 29 | 1.85 | Santiago            | [ 35 ] |
| Serra Leoa           | Uthman Issa           | 29 | 1.88 | Bombali             | [ 36 ] |
| Tailândia            | Topz Nathanon         | 29 | 1.87 | Nakhon Si Thammarat | [ 37 ] |
| Trindade e Tobago    | Keathon Yallery       | 28 | 1.80 | Port of Spain       | [ 38 ] |
| Venezuela            | Eduardo Núñez         | 28 | 1.87 | Ciudad Ojeda        | [ 39 ] |
| Zimbabue             | Tatenda Njanike       | 30 | 1.80 | Mutare              | [ 40 ] |

### Próximas etapas nacionais
| País   | Data  |
| Vietnã | Junho |

## Informações

### Estatísticas
- Américas: 14. (Cerca de 37% do total de candidatos)
- Europa: 9. (Cerca de 24% do total de candidatos)
- Ásia: 8. (Cerca de 21% do total de candidatos)
- África: 7. (Cerca de 18% do total de candidatos)
- Oceania: 0. (Cerca de 0% do total de candidatos)

### Desistências
- Gana - Archibald Acquaye
- Haiti - Abdias Augustin

### Substituição
- Argentina - Franco Touceda ► Giuliano Fessia

### Retornaram
- África do Sul,  Eslováquia,  Índia e  Serra Leoa
  - Competiram pela última vez na edição de 2021.
- Canadá e  Guiné Equatorial
  - Competiram pela última vez na edição de 2019.

| - Alemanha - El Salvador - Haiti - Laos - Malta - Maurício | - Camarões - Guatemala - Malásia - Nigéria - Zimbabue |  |  |

### Candidatos em outros concursos
Mister Tourism World 2019
- 2019:  Malásia - Danial Hansen (Vencedor) [41]
  - (Representando a Malásia em Mellieħa, Malta)

## Histórico

### Informações sobre os candidatos
| - África do Sul: Tylo Ribeiro foi o vencedor do primeiro concurso masculino de Mister Supranational SA, ele derrotou outros 9 candidatos. Tylo tem 30 anos, trabalha como cientista de dados e reside em Pretória. O evento teve a presença ilustre da Miss Supranational 2022, Lalela Mswane, também oriunda do País. - Argentina: Giuliano Fessia tem 33 anos, nasceu e reside atualmente em Buenos Aires, onde trabalha como modelo e ator. Fessia foi eleito em 2015 como o representante da Argentina ao título de Mister Mundo, mas o concurso não aconteceu naquele ano. Também possui o título de Mister Belleza Argentina 2022. - Bélgica: Formado em Administração com especialização em Marketing Digital, Ben Steyaert de 26 anos é o representante da Belgica desse ano, enfaixado sem concurso. Com 1.89m de altura, Ben trabalha como gerente na sua área de formação e também como modelo comercial. - Brasil: Formado em Publicidade, Henrique de Souza Martins tem 31 anos de idade e 1.80m de altura. Natural de Campinas, o atleta representou o Brasil na natação dos Jogos Olímpicos Rio 2016, na categoria 100 metros borboleta e revezamento 4 por 100. - Camarões: Daniel Mbouda tem 26 anos, nasceu em Iaundé e é formado em Direito. Ele mudou-se para Paris para se especializar na área do direito internacional, tópico este do seu mestrado em direito internacional, onde estuda na ESSEC. Além disso, trabalha como modelo e já foi eleito o mais belo do seu País em 2016. - Camboja: Conhecido por ter vencido o concurso de Mister Cambodia em 2019, Vorn Sela competiu com outros 39 candidatos em busca do título nacional deste ano. Ele é de Pursat, tem 25 anos e 13mil seguidores em sua rede social, além de trabalhar como vlogger. - Canadá: Especialista em concursos de beleza, Luis Portelles é o indicado do Canadá. Ele nasceu em Holguín, Cuba, mas sua família migrou quando ele tinha 10 anos para as Filipinas, hoje ele reside em Montreal, onde estuda Comunicação focada em mídias sociais. - Coreia do Sul: Com quase 20 mil seguidores no Instagram, o piloto formado pela Universidade da Coreia, Lee Yong Woo é o representante sul-coreano desta edição. Lee ganhou o direito de representar seu País após ficar em segundo lugar no Mister International Korea 2021. - Cuba: O cubano Richard Acosta de 27 anos tentará o back-to-back para o seu País na competição deste ano. Trabalhando como bancário e residente em Miami, o modelo é um entusiasta da musculação, atividade que pratica diariamente e foi selecionado por casting para a competir. - Equador: O ítalo-equatoriano Bruno Barbieri Roggiero de 31 anos e 1.85m de altura é o representante do Equador deste ano. Nascido em Guaiaquil, Bruno fala fluentemente, além do espanhol, o português, inglês e alemão, além de praticar esportes como o surfe, skate e judô. - Eslováquia: Tomáš Benko tem 31 anos, 1.86m de altura e vem da cidade de Žilina. Entusiasta de atividades físicas, o ciclista profissional ganhou reconhecimento em seu País após participar do Survivor Česko & Slovensko 2022 onde parou em 11º lugar entre 24 participantes. - Espanha: Da pequena cidade de Mós vêm Ivan Álvarez, a aposta da Espanha para o título deste ano. Iván tem 29 anos, é formado em Engenharia Industrial com atuação no setor automotivo e trabalha como modelo, ele derrotou outros 51 candidatos locais para representar seu País. - Estados Unidos: Daniel Zemeida tem 23 anos e vem da cidade de Phoenix. Ele derrotou outros doze candidatos na disputa nacional representando o Arizona. Formado em Artes Cênicas pela Arizona State University, Daniel faz trabalhos como modelo, ator e já apareceu em alguns clipes de música. | - Filipinas: Johannes Rissler tem 24 anos e 1.87m de altura. Nascido em Panabo, o modelo e ator ficou conhecido pelo público filipino após participar da seleção "BidaMan: The Big Break", que selecionava um participante para ingressar no programa de variedades "It's Showtime" da rede ABS-CBN. - França: Quentin Bourg-Austruy de 24 anos e 1.80m de altura foi o vencedor do concurso Mister Universel France 2023. Ele é formado em Administração pela European Business School Paris e nasceu às margens do Rio Sena, na comuna de Issy-les-Moulineaux. - Grécia: Vencedor do tradicional concurso Mr GS Hellas 2022, Mihalis Kolikas tem 27 anos, 1.89m de altura e é formado em Engenharia Mecânica. Ele trabalha como modelo e tem como hobbies: a prática de musculação e também se considera um entusiasta de fórmula 1. - Guatemala: Joshua Mata Mendizabal de 31 anos é o primeiro representante da Guatemala na história do concurso. Ele pratica atividades físicas de musculação todos os dias, além de ser um aspirante a ator. Joshua trabalha como modelo e toca numa banda, chamada Los Comandantes. - Guiné Equatorial: Vicente Benjamin Roku de 22 anos e originário da cidade de Malabo, será o segundo representante da Guiné Equatorial no concurso. Atleta profissional de basquete, Vincente venceu o concurso Mister T.N.O 2022 e ganhou o direito de representar seu País neste edição. - Índia: Raj Sunil Singh de 22 anos é o representante da Índia neste ano, depois que o País ficou ausente da edição de 2022. Raj é de Patná, vive em Mumbai e derrotou outros 26 candidatos na disputa pelo título nacional. Além de modelo e ator, ele é formado em Engenharia Civil. - Indonésia: Adib Dwitamma tem 24 anos de idade, 1.77m de altura e nasceu em Palembang. Ele formou-se em Medicina pela Universidade Sriwijaya (com a mais alta nota do curso) e possui um mestrado em saúde pública. Criou uma ONG chamada Miracle que ajuda crianças com câncer. - Itália: O ariano Fabio Camattari tem 24 anos, 1.86m de altura e representará a Itália este ano. Ele se se define como sociável, determinado e empreendedor, trabalha como instrutor de atletismo e personal trainer. Sua ambição é entrar no mundo da moda. - Malásia: Danial Hansen de 28 anos é o primeiro representante da Malásia no Mister Supranational. Conhecido por seus trabalhos de modelo no seu País natal, ele já venceu o concurso de beleza masculino Mister Tourism World 2019 em Malta, com outros 18 candidatos. - México: Luis Carlos Garcia Cuadra derrotou outros 29 candidatos em busca do título nacional. Ele é dentista, tem 30 anos e representou o Estado de Jalisco, já que é nascido em Guadalajara. Garcia também trabalha como modelo e se considera um entusiasta dos esportes. - Namíbia: Especialista em estratégias de marketing, Malan van den Berg foi eleito por concurso nacional competindo com outros cinco candidatos. Ele pratica CrossFit regularmente, tem como hobby o canto e também trabalha como modelo comercial na sua cidade natal. - Nepal: De Catmandu vem Shishir Wagle, a aposta do Nepal para esta edição do evento. Shishir recebeu o título após vencer a etapa nacional contra outros dez candidatos. Ele trabalha como modelo, tem 23 anos e já ganhou o título regional de Commercial Ambassador em 2022. - Nigéria: Gideon Anieti Nwawo tem 26 anos e nasceu em Ikot Ekpene. Ele é estudante universitário da Bells Ota e Beulah International School na Nigéria. Ele ama a arte e é conhecido no seu País por ter participado da 7ª temporada do Big Brother Naija. Ele trabalha como modelo e ator. | - Países Baixos: Vencedor do concurso Mister of The Netherlands em 2018, Luca Derin é conhecido em seu País natal. Ele tem 26 anos, trabalha como modelo e barista, além de ter participado da 1ª temporada do Love Island Netherlands, produzido e transmitido pela Videoland. - Panamá: Apaixonado pela arte e pela música, Marío Bianco é o representante do Panamá no concurso deste ano. Formado em Marketing com Pós-graduação em gestão empresarial, nasceu na província de Chiriquí e trabalha como modelo comercial em campanhas. - Peru: Um dos últimos candidatos indicados para a edição deste ano, Stefano Bermellón tem 26 anos e vem da cidade de Lima. Pintor, modelo e músico, Stefano é apaixonado pela arte, sua paixão é tanta que tem um cachorro com o nome Picasso, em homenagem ao pintor espanhol. - Polônia: O experiente modelo Daniel Tracz é a aposta do País anfitrião deste ano. Daniel é conhecido no ramo fashion da moda polonesa, por ter participado do reality show Top Model em 2010, além de ter sido um dos selecionados para participar do tradicional concurso de beleza masculino Mister Polski 2016. - Porto Rico: Da pequena cidade de Arecibo vem Rafael Pagán, de 30 anos. Psicólogo de formação e atuante na gestão escolar, tem como objetivo usar esta plataforma para informar e educar sobre a importância de temas como: intervenção precoce, prevenção de diagnósticos e autocuidado emocional. - República Checa: Triatleta e gerente de TI com foco em Criptomoeda, Jakub Vitek tem 29 anos e nasceu em Bratislava. Ele é conhecido em seu País por ter participado da 2ª temporada do reality show Love Island Česko & Slovensko e namorar a Miss República Checa Taťána Makarenko. - República Dominicana: O vencedor do Mister Supranational Dominican Republic 2023 foi o representante de Santiago, Jan Carrasco de 29 anos. Ele trabalha como modelo e tem como aspiração pessoal ser um exemplo para os jovens que sonham alto e não possuem oportunidades na vida. - Serra Leoa: O geminiano Uthamn Issa Bangura tem 27 anos e venceu o Mister Sierra Leone 2022 representando o distrito de Bombali. Como modelo profissional, já viajou para cidades como: Cidade do Cabo, Dubai, Istanbul, entre outros. Ele foi descoberto pela ISI Models Nigeria. - Tailândia: Top Natanon Naratanyavirun de 29 anos é o representante da Tailândia deste ano. Nascido no sul do seu País, na província de Nakhon Si Thammarat, ele estuda o último ano de Ciências Econômicas e trabalha como modelo, além de se dedicar a sua própria marca de camisetas. - Trindade e Tobago: Keathon Yallery de 28 anos é o representante de Trindade e Tobago. O jovem empreendedor é formado em administração com ênfase em Ciências atuariais. Ele mantém dois projetos: um ligado à ciência (STEAM) e um de coach, chamado Destination Success. - Venezuela: Formado em nutrição esportiva e engenheiro civil, Jorge Eduardo Núñez trabalha como modelo e personal trainer e representará seu País este ano. Ele já havia vencido o tradicional "Mister Venezuela" em 2019 e foi um dos 29 semifinalistas do Mister Mundo daquele mesmo ano. - Zimbabue: Tatenda Njanike de 30 anos nasceu em Mutare, mas cresceu na capital do seu País, Harare. Ele estuda atualmente Ciência de dados na TelOne Centre For Learning, além de trabalhar como modelo comercial em campanhas, fashion shows e catálogos locais. |